# Лоуган Лърман
Лоуган Уейд Лърман (на английски: Logan Wade Lerman) е американски актьор, най-известен с главната си роля във филма от 2010 г. „Пърси Джаксън и боговете на Олимп: Похитителят на мълнии“ и филма от 2012 „Предимствата да бъдеш аутсайдер“.

## Биография
Роден и израснал в Бевърли Хилс, Калифорния, актьорските заложби на Лърман си проличават още когато е съвсем малък, гледайки филм с Джеки Чан.
Лърман прави своя актьорски дебют през 2000 г., когато е едва 8-годишен, с ролята си на Уилям, най-малкият син на Мел Гибсън, в историческата драма „Патриотът“. След това отново играе с Гибсън в хитовата комедия „Какво искат жените“, а по-късно в драмата на Пени Маршал „Момчетата на моя живот“, с участието на Дрю Баримор, Стийв Зан и покойната Британи Мърфи.
Лерман си партнира с Аштън Къчър в трилъра „Ефектът на пеперудата“, както и с Люк Уилсън в семейната комедия „Кукумявки“. През 2007 г. играе заедно с Джим Кери и Вирджиния Медсън в трилъра „Числото 23“, а по-късно същата година си партнира с Ръсел Кроу и Крисчън Бейл в уестърна „Ескорт до затвора“.
Участва в комедията „Бил“ с Арън Екхарт, Джесика Алба и Елизабет Банкс; драмата „Моят единствен“ с Рене Зелуегър и Кевин Бейкън и фантастичния трилър „Геймър“ с Джерард Бътлър.

## Филмография
| Година      | Филм                                                       | Оригинално заглавие                                | Роля                   | Бележки                         |
| ----------- | ---------------------------------------------------------- | -------------------------------------------------- | ---------------------- | ------------------------------- |
| 2000        | „Какво искат жените“                                       | What Women Want                                    | Ник Маршал като дете   |                                 |
| 2000        | „Патриотът“                                                | The Patriot                                        | Уилям Мартин           |                                 |
| 2001        | „Момчетата на моят живот“                                  | Riding in Cars with Boys                           | Джейсън                |                                 |
| 2003        |                                                            | A Painted House                                    | Люк Чандлър            | телевизионен филм               |
| 2003        |                                                            | 10-8: Officers on Duty                             | Боби Джъсто            | телевизионен сериал, 1 епизод   |
| 2003        |                                                            | The Flannerys                                      |                        | телевизионен филм               |
| 2004        | „Ефектът на пеперудата“                                    | The Butterfly Effect                               | Еван Треборн като дете |                                 |
| 2004 – 2005 | „Джак и Боби“                                              | Jack & Bobby                                       | Боби Маккалистър       | телевизионен сериал, 22 епизода |
| 2006        | „Кукумявки“                                                | Hoot                                               | Рой Ебърхард           |                                 |
| 2007        | „Числото 23“                                               | The Number 23                                      | Робин Спароу           |                                 |
| 2007        | „Ескорт до затвора“                                        | 3:10 to Yuma                                       | Уилям Еванс            |                                 |
| 2008        | „Запознай се с Бил“                                        | Meet Bill                                          | хлапето                |                                 |
| 2009        | „Геймър“                                                   | Gamer                                              | Саймън Силвъртън       |                                 |
| 2009        | „Моят единствен“                                           | My One and Only                                    | Джордж Деверо          |                                 |
| 2010        | „Пърси Джаксън и боговете на Олимп: Похитителят на мълнии“ | Percy Jackson & the Olympians: The Lightning Thief | Пърси Джаксън          |                                 |
| 2011        | „Тримата мускетари“                                        | The Three Musketeers                               | д'Артанян              |                                 |
| 2012        | „Предимствата да бъдеш аутсайдер“                          | The Perks of Being a Wallflower                    | Чарли                  |                                 |
| 2012        | „Влюбени“                                                  | Stuck in Love                                      | Лу                     |                                 |
| 2013        | „Пърси Джаксън и Боговете на Олимп: Морето на чудовищата“  | Percy Jackson: Sea of Monsters                     | Пърси Джаксън          |                                 |
| 2014        | „Ной“                                                      | Noah                                               | Хам                    |                                 |
| 2014        | „Ярост“                                                    | Fury                                               | Норман Елисън          |                                 |
| 2016        | „Възмущение“                                               | Indignation                                        | Маркъс Меснер          |                                 |
| 2019        | „Последно желание“                                         | End of Sentence                                    | Шон Фогъл              |                                 |
| 2022        | „Убийствен влак“                                           | Bullet Train                                       | Синът                  |                                 |